# 斗龙战士
《斗龙战士》是中国大陆广州百逸动漫科技拍摄的一部魔法题材动画片，该作主要讲述的是众人与各自的斗龙宝贝一起反抗黑亡龙，从而保护世界的故事。

## 剧情
在一次陨石撞地球的时候，意外的形成了一个名叫斗龙的异世界，原本那个世界有四大神王龙守卫，但是黑亡龙却在之后出现，并给这个世界带来了灾难，而后在四大神王龙的努力下，黑亡龙被封印。但是很多年后，黑亡龙复活，并把入侵的目标放到了地球的身上，而后天乐等人为了保护世界，与斗龙宝贝一起反抗黑亡龙的入侵。

## 配音演员
- 欣怡
- 郭德欣
- 赵然
- 马子玉
- 赵昕
- 何曦
- 卞亮
- 刘思敏

## 電視原聲
| 曲序 | 曲目               | 演唱 |
| ---- | ------------------ | ---- |
| 1.   | 斗龙战士（主题曲） | 萧全 |

| 曲序 | 曲目                  | 演唱 |
| ---- | --------------------- | ---- |
| 1.   | Try Try Try（片尾曲） | 化学 |

## 外部連結
- 豆瓣电影上《斗龙战士》的資料 （简体中文）